# Coenonympha hero
The Scarce Heath (Coenonympha hero) là một loài bướm thuộc họ Nymphalidae. Nó có thể được tìm thấy ở Trung Âu, Bắc Âu và châu Á. Nó giống với Coenonympha arcania.

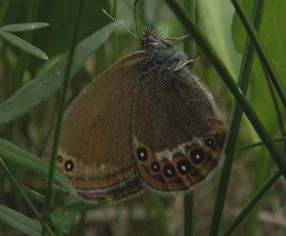

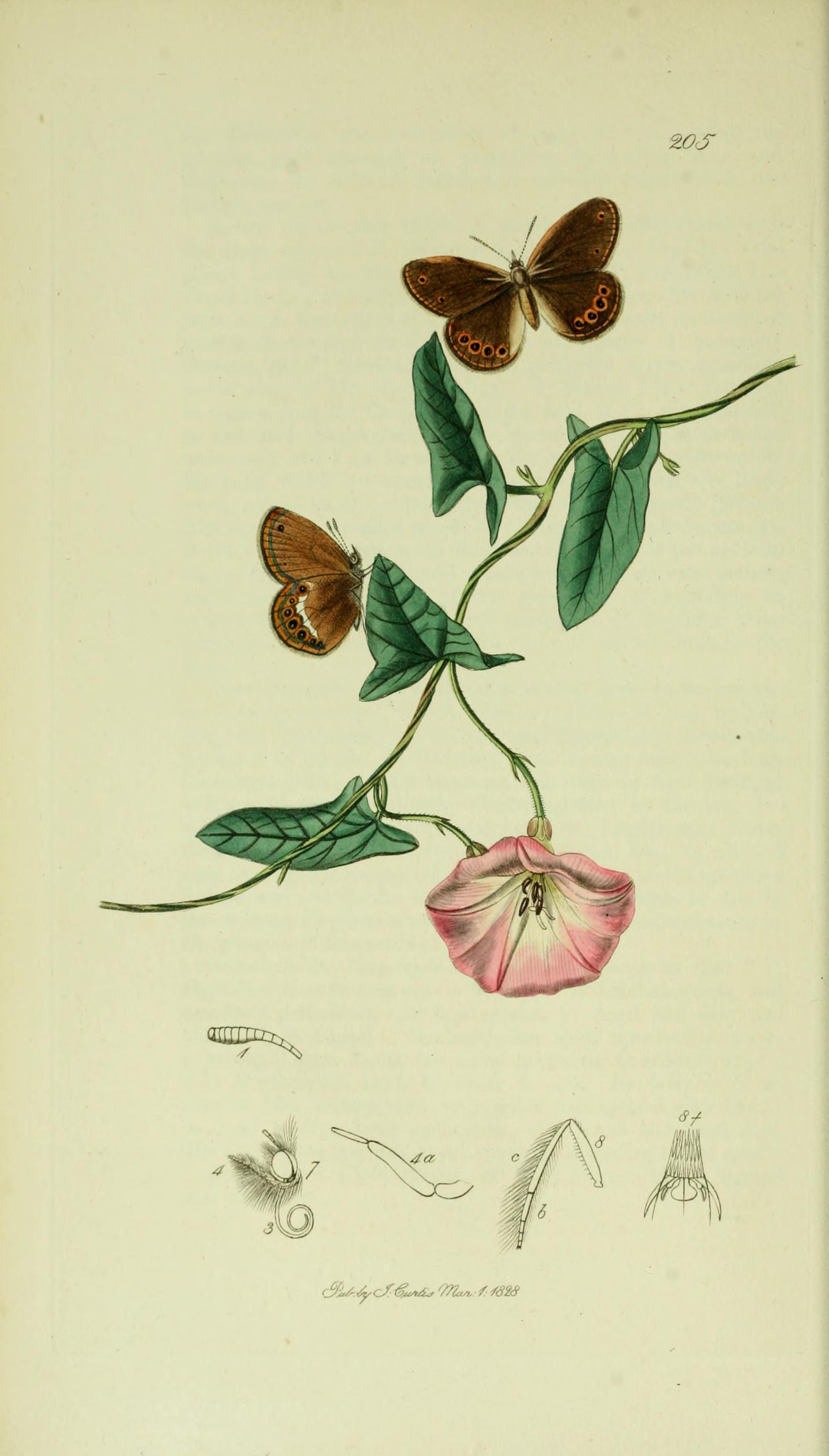
Hình minh họa của John Curtis's British Entomology Volume 5

Con trưởng thành bay làm một đợt từ tháng 5 đến tháng 7.
Ấu trùng ăn nhiều loại cỏ.

## Sự miêu tả

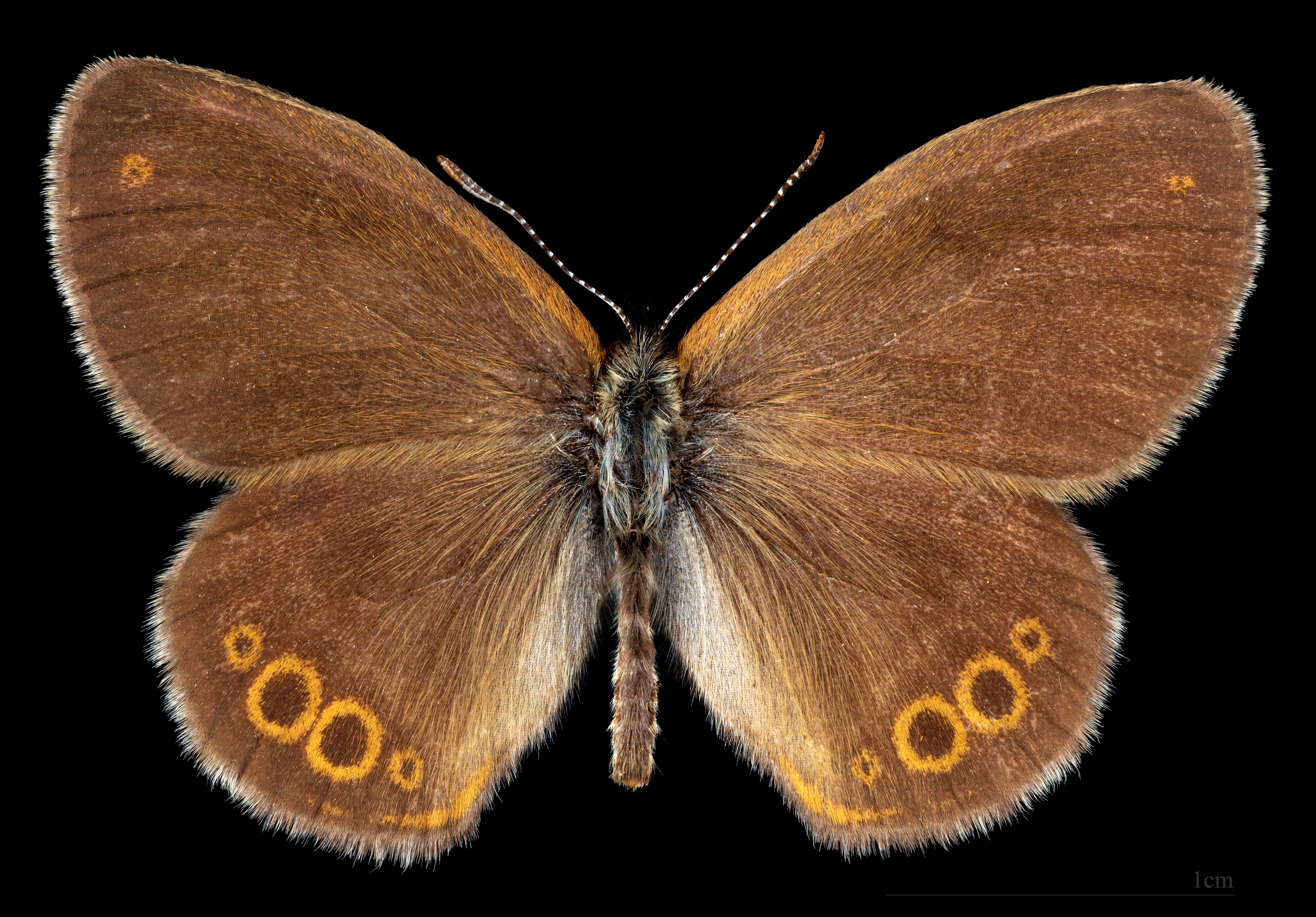
Coenonympha hero ♂
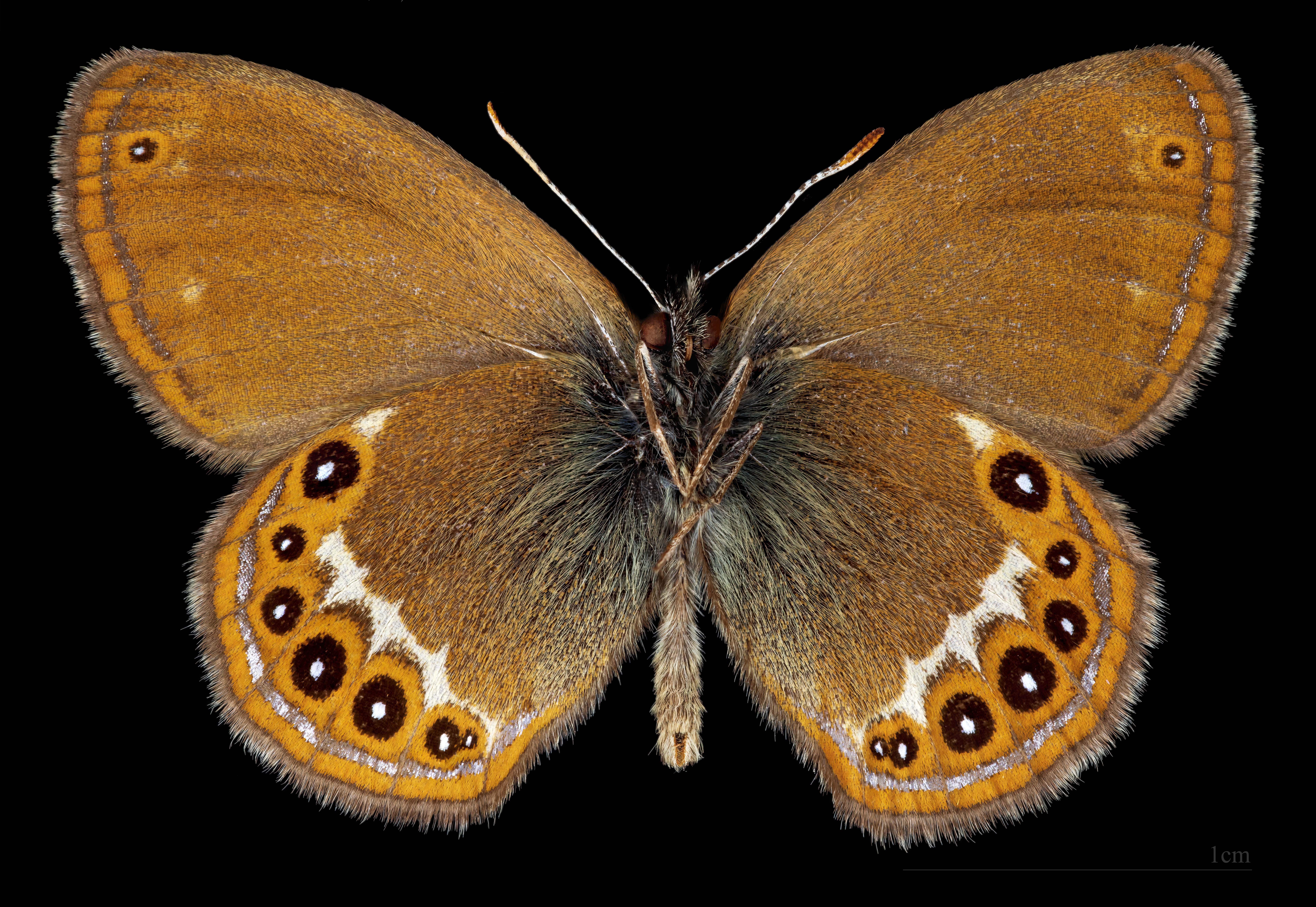
Coenonympha hero ♂△